# 1120년

## 연호
- 북송(北宋) 선화(宣和) 2년
- 요(遼) 천경(天慶) 10년
- 금(金) 천보(天輔) 4년
- 일본(日本) 겐에이(元永) 3년 / 호안(保安) 원년
- 서하(西夏) 원덕(元德) 2년
- 리 왕조(李朝) 티엔푸주에부(天符睿武) 원년

## 기년
- 북송(北宋) 휘종(徽宗) 20년
- 요(遼) 천조제(天祚帝) 20년
- 금(金) 태조(太祖) 6년
- 고려(高麗) 예종(睿宗) 15년
- 서하(西夏) 숭종(崇宗) 35년
- 리 왕조(李朝) 인종(仁宗) 49년

## 사건
- 북송, 방랍의 난

## 문화
- 예종, 도이장가 지음.

## 탄생
- 고려 중기의 문신이자 김부식의 아들 김돈시
- 프랑스 카페 왕조의 국왕 루이 7세
- 덴마크의 국왕 에리크 3세
- 스웨덴의 국왕 에리크 9세
- 일본 헤이안 시대 말기의 공경 후지와라노 요리나가

## 사망
- 고려의 문신 김한충